# Gabara punctulata
Gabara punctulata là một loài bướm đêm trong họ Erebidae.